# Muzyka cerkiewna
Muzyka cerkiewna – muzyka liturgiczna kościoła prawosławnego, cechująca się śpiewem wielogłosowym lub jednogłosowym, solowym lub chóralnym, bez towarzyszenia instrumentów.
Źródeł muzyki cerkiewnej należy szukać w muzyce bizantyńskiej i hebrajskiej.

## Rodzaje muzyki cerkiewnej
- psalmodia (melorecytacja i czytanie)
- ekfonetyka (śpiewna aklamacja)
- śpiew jednogłosowy (monodia)
- śpiew wielogłosowy (polifonia)
- różnego rodzaju pieśni religijne towarzyszące pielgrzymkom, kolędy, pieśni ludowe związane z cyklem roku liturgicznego[2].